# Acacia pickardii
Acacia pickardii är en ärtväxtart som beskrevs av Mary Douglas Tindale. Acacia pickardii ingår i släktet akacior, och familjen ärtväxter. Inga underarter finns listade i Catalogue of Life.